# 상일중학교 (광주)
상일중학교(尙一中學校)는 대한민국 광주광역시 서구 쌍촌동에 위치한 공립 중학교이다.

## 학교 연혁
- 1998년 12월 22일 : 상일중학교 설립인가
- 1999년 3월 1일 : 제1대 우흥곤 교장 취임
- 1999년 3월 4일 : 상일중학교 개교 (6학급 240명)
- 2022년 3월 1일 : 제12대 이원재 교장 부임
- 2025년 1월 9일 : 제24회 졸업식(145명, 누계 6,252명)
- 2025년 3월 4일 : 제27회 입학식(6학급 152명)

## 참고 자료
- 상일중학교 - 한국교육학술정보원 학교알리미